# Гай Целий Руф
Гай Целий Руф (на латински: Gaius Caelius Rufus) e политик на ранната Римска империя.
През 4 пр.н.е. е суфектконсул на мястото на Гай Калвизий Сабин.